# Archanioł Michał

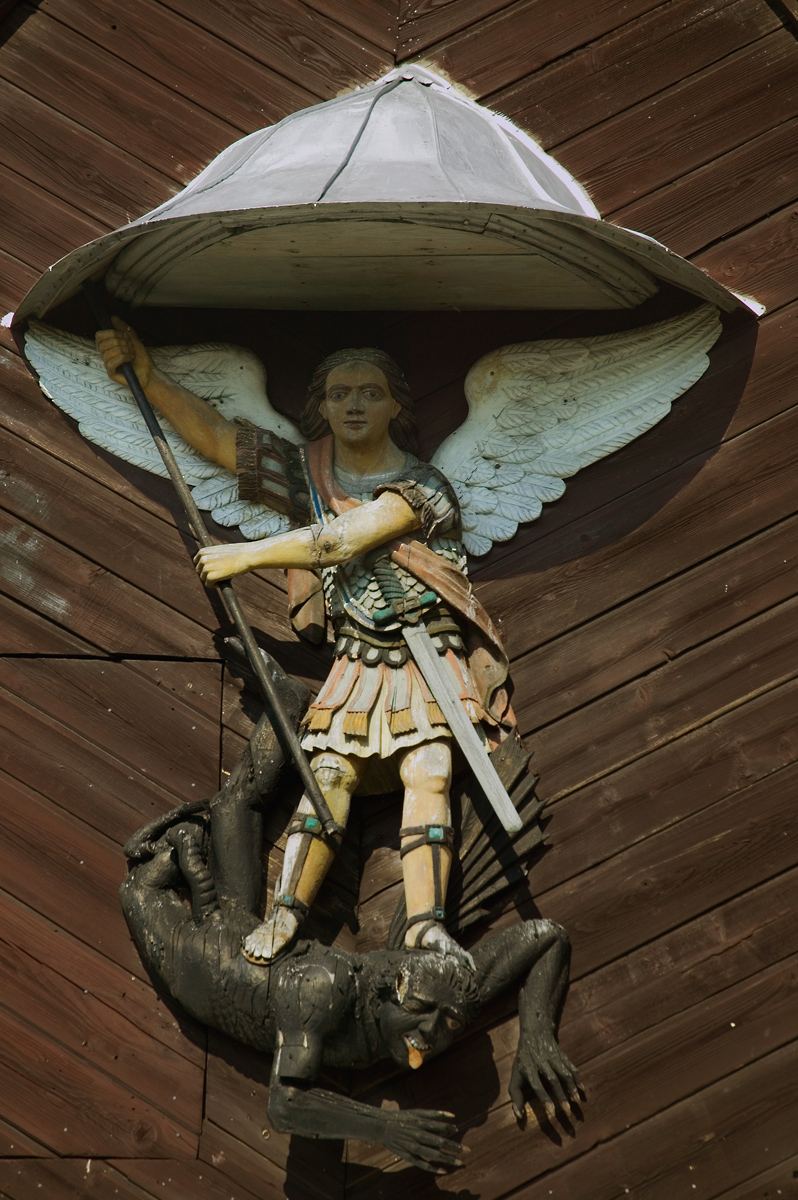
Archanioł Michał depczący diabła – rzeźba drewniana w szczycie barokowego drewnianego kościoła w Szalowej

Archanioł Michał (hebr. ‏מיכאל‎ [Mîchā’ēl], gr. Μιχαήλ [Michaél], łac. Míchaël, arab. ‏ميخائيل‎ [Mika’il], cs. Archistratig Michaił) – jeden z archaniołów w judaizmie, chrześcijaństwie i islamie, święty kościołów katolickiego i prawosławnego.

## Etymologia imienia
Hebrajskie imię Mika’el znaczy któż jak Bóg. Według tradycji chrześcijańskiej i żydowskiej, kiedy Szatan zbuntował się przeciwko Bogu i nakłonił do buntu 1/3 aniołów, Michał miał wystąpić jako pierwszy przeciwko niemu z okrzykiem: Któż jak Bóg!

## Tradycje religijne
W religii judaistycznej wymienia się Michała wśród siedmiu aniołów wyższego rzędu. Również w islamie Michał (Mika’il) jest jednym z ważniejszych aniołów.
W Nowym Testamencie pojawia się jako stojący na czele hufców niebieskich, zwycięsko walczący z szatanem i jego zwolennikami (Jud 9; Ap 12,7). W niektórych pismach wczesnochrześcijańskich, zależnych od apokaliptyki żydowskiej, Michał bywa utożsamiany z Jezusem. U pisarzy kościelnych uchodzi za księcia aniołów, archanioła, któremu Bóg powierza zadania wymagające szczególnej siły. Wstawia się u Boga za ludźmi, jest aniołem stróżem ludu chrześcijańskiego. Stoi u wezgłowia umierających, którym następnie towarzyszy w drodze do wieczności. Łączy się z tym jego patronat nad kaplicami cmentarnymi. Artyści przedstawiają go z wagą do odmierzania dobrych uczynków. Zaś symbolem dobrych uczynków jest złoto i dlatego jest też patronem złotników i rytowników. Kult religijny św. Michała istnieje nieprzerwanie od początku chrześcijaństwa. Innym atrybutem archanioła Michała jest ognisty miecz. Najsławniejszymi budowlami wzniesionymi ku jego czci są miejsca pielgrzymkowe: Opactwo św. Michała Archanioła na Mont Saint-Michel oraz Sanktuarium św. Michała Archanioła w Monte Sant’Angelo.

## Patronat
Michał jest archaniołem, którego wierni przyzywają w walce przeciw siłom zła. Wierzą, że pomaga odnaleźć wewnętrzne światło. Historycznie jest obrońcą zarówno Izraela, jak i Kościoła katolickiego. Jest patronem policjantów, żołnierzy i małych dzieci, a także opiekuje się pielgrzymami i obcymi ludźmi. Archanioł Michał jest ognistym wojownikiem, Księciem Niebiańskiej Armii, która walczy w imię sprawiedliwości i prawa. Daje wsparcie wszystkim, którzy znajdują się w strasznym ucisku. Michał jest też dawcą cierpliwości i szczęścia. Archanioł Michał patronuje również jednostkom powietrznodesantowym.
Przywoływany przez celebransa w obrzędach egzorcyzmu.
Jest patronem:
- państw: Cesarstwa Rzymskiego, Anglii, Austrii, Francji, Hiszpanii, Niemiec, Węgier, Rusi Kijowskiej
- miast: Amsterdamu, Łańcuta, Bartoszyc, Kijowa, Brukseli, Archangielska, Dumfriesu, Mszany Dolnej, Białej Podlaskiej, Sanoka, Żagania, Strzelina
- w Polsce: Małopolski, diecezji łomżyńskiej (istnieje ruch Czcicieli św. Michała Archanioła i Rycerstwo św. Michała Archanioła) i Płońska (od 29 września 2006[3])
- mierniczych, radiologów, rytowników, szermierzy, szlifierzy, złotników, żołnierzy, policjantów, a także dobrej śmierci

Heraldyka
Wizerunek Archanioła Michała widnieje na herbach szeregu miast: Archangielska, Białej Podlaskiej, Dolska, Głubczyc, Kijowa, Łańcuta, Sanoka, Strzelina, Strzyżowa, Zawidowa. Postać świętego znajduje się także na herbach gminy Kodeń, gminy Ornontowice, gminy Telatyn, powiatu łańcuckiego oraz powiatu wołomińskiego. Archanioł Michał należał również do symboliki wielkich książąt Rusi Kijowskiej, znajdował się na herbach dawnych województw kijowskiego i nowogródzkiego, a także Księstwa Ruskiego.

Herb Białej Podlaskiej ze św. Michałem.
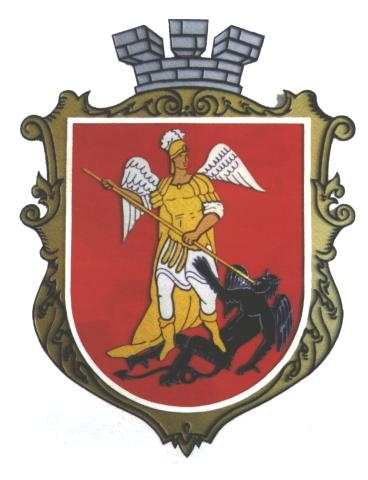
Herb ukraińskiego miasta Hadziacz (Hadiacz).
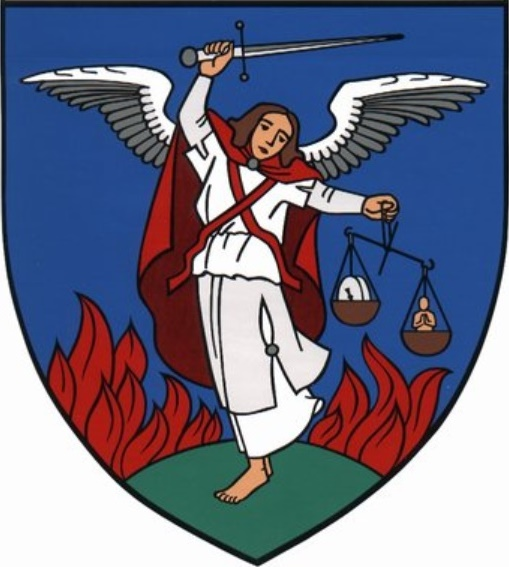
Herb austriackiego miasta Haag.
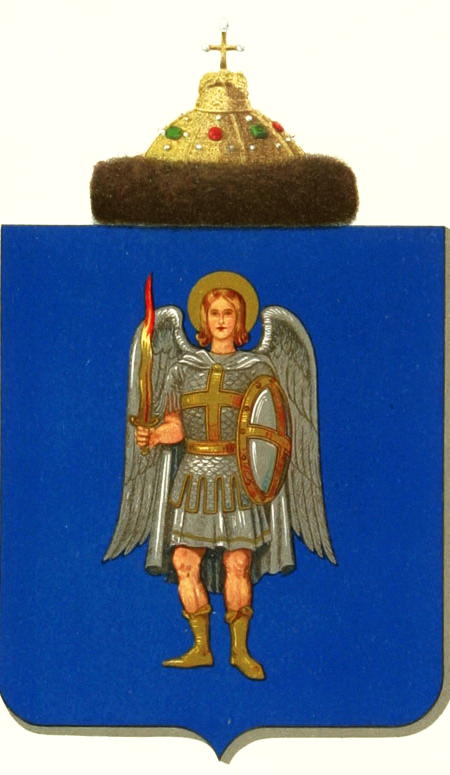
Herb miasta Kijowa (z roku 1859)

Występuje również w znakach zawodów (np. policji), kościołów i zgromadzeń zakonnych: michalitów i michalitek.
Wizerunek Archanioła Michała widnieje także na  monetach bulionowych Ukrainy bitych w srebrze i złocie od 2011 roku.

## Dzień obchodów

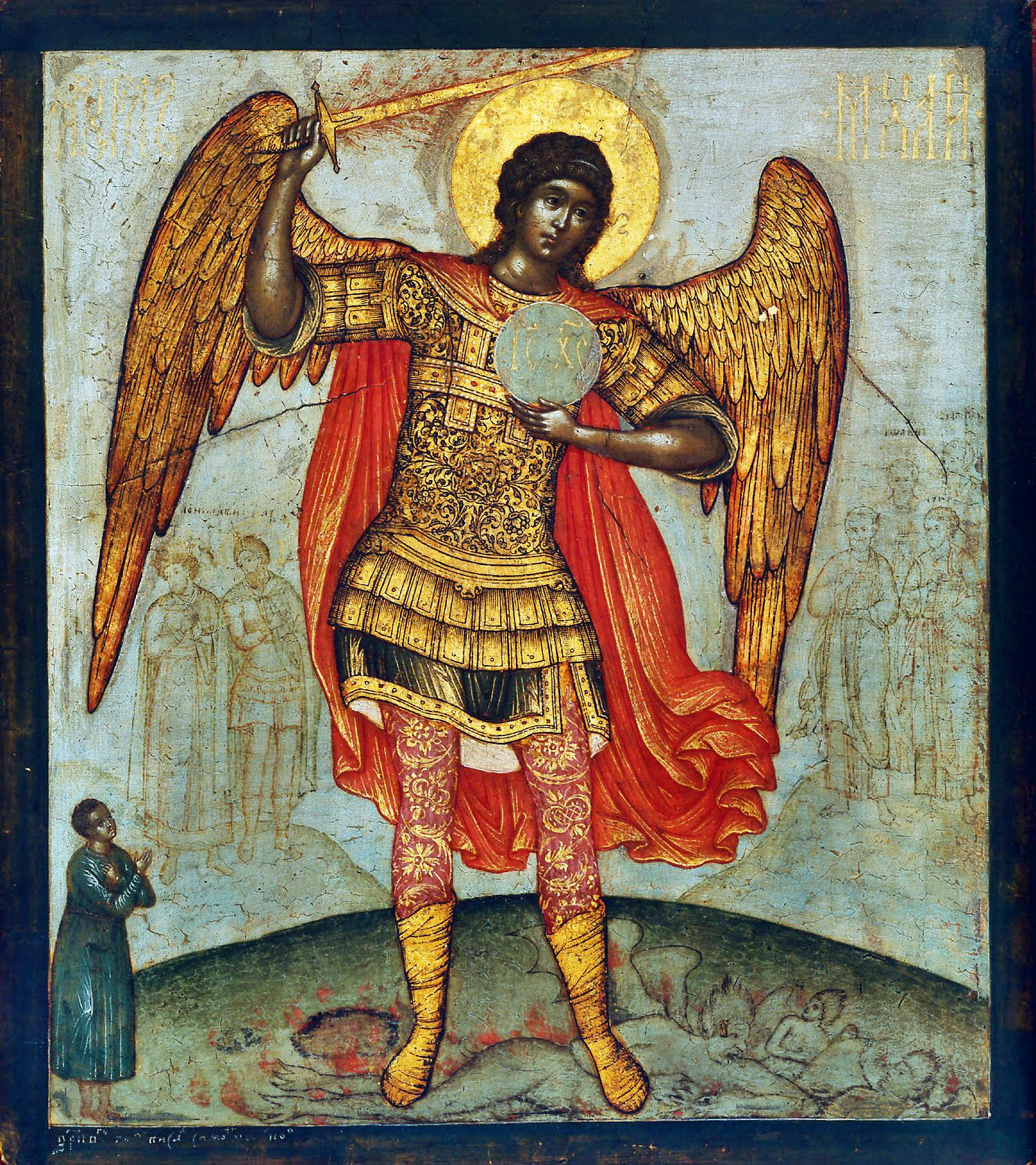
Szymon Uszakow, Archanioł Michał depczący szatana pod stopami, 1676, Galeria Tretiakowska

Święto ku czci św. Michała Archanioła w kalendarzu rzymskim ustanowił w poł. V wieku papież Leon Wielki, jako rocznicę poświęcenia pierwszej na Zachodzie bazyliki pod jego wezwaniem na przedmieściach Rzymu, przy via Salaria w dniu 30 września. Gelazjusz I w 493 roku przeniósł je na dzień 29 września. Święto otrzymało rangę najwyższą: „pierwszej klasy rytu zdwojonego większego”, a zatem uroczystości według obecnej klasyfikacji i nazwę kolejno: Natale Basilicae Angeli via Salaria (sakramentarz Leona Wielkiego), Festum S. Michaelis Archangeli (sakramentarz Gelazjański), Dedicatio Basilionis S. Angeli Michaeli (sakramentarz Grzegorza wielkiego) , a potem ostatecznie Dedicatio Sancti Michaëlis Archangeli (Poświęcenie świętego Michała Archanioła). W latach 1642-1917 należało do świąt nakazanych, a więc wierni byli zobowiązani uczestniczyć w tym dniu w Mszy świętej (w Polsce i niektórych innych krajach pod koniec XVIII w. w ramach redukcji świąt nakazanych zniesiono ten obowiązek). Po reformie liturgii w 1961 roku pozostało świętem pierwszej klasy.
Kolejne święto w kalendarzu rzymskim wprowadzono na pamiątkę objawień św. Michała Archanioła na Górze Gargano, które miały miejsce w latach 490–493. Ustanowione zostało na dzień 8 maja, jako „rytu zdwojonego większego” z nazwą Apparitio Sancti Michaëlis Archangeli (Objawienie świętego Michała Archanioła).
Święto Objawienia (8 maja) zostało zlikwidowane w obrządku rzymskim wraz z reformą liturgii w roku 1961. Zmiana kalendarza liturgicznego wprowadzona wraz z nowym obrządkiem rzymskim w 1969 roku połączyła uroczystość Poświęcenia (29 września) ze świętami św. Gabriela Archanioła (24 marca) i św. Rafała Archanioła (24 października) w jedno święto Świętych Archaniołów Michała, Gabriela i Rafała obchodzone 29 września. Jest to nawiązanie do tradycji syryjskiej.
W kalendarzu liturgicznym obrządku greckokatolickiego i Cerkwi prawosławnej św. Michał Archanioł wspominany jest dwukrotnie: 6 września (19 września) jako Wspomnienie Cudu św. Michała Archanioła w Kolosach i 8 listopada (21 listopada) jako Sobór Arcystratega Michała i innych bezcielesnych Sił, ustanowiony w IV wieku na synodzie w Laodycei. To święto znajduje się też w kalendarzach liturgicznych: syryjskim, ormiańskim i koptyjskim .
W kalendarzu koptyjskim św. Michałowi poświęcony jest 12 dzień każdego miesiąca, a główna uroczystość obchodzona jest 12 czerwca, gdy Nil zaczyna przybierać. Wiąże się to z tym, że w egipskiej tradycji chrześcijańskiej Archaniołowi powierzone zostały płody rolne, uzyskiwane dzięki mułowi tej rzeki, której jest on też patronem. W Konstantynopolu niektóre kościoły miały także lokalne święta św. Michała: 27 października, 18 czerwca i 10 grudnia .
W liturgicznych kalendarzach luterańskim i anglikańskim obchodzone jest święto Michała Archanioła 29 września, kontynuując tradycję rzymską oraz wywodzące się od średniowiecza obchody tego święta, zwłaszcza w Wielkiej Brytanii i Irlandii, zwane Michaelmas. W dniu tym w brytyjskich uczelniach i szkołach rozpoczyna się semestr noszący nazwę Michaelmas term. W anglikańskiej diecezji Truro 8 maja obchodzone jest ponadto święto św. Michała Obrońcy Kornwalii. W tradycji angielskiej do XVIII wieku uroczystość 29 września była świętem nakazanym , a wcześniej poprzedzał ją trzydniowy ścisły post, wprowadzony przez króla Ethelreda II w 1014 roku.

## Ikonografia

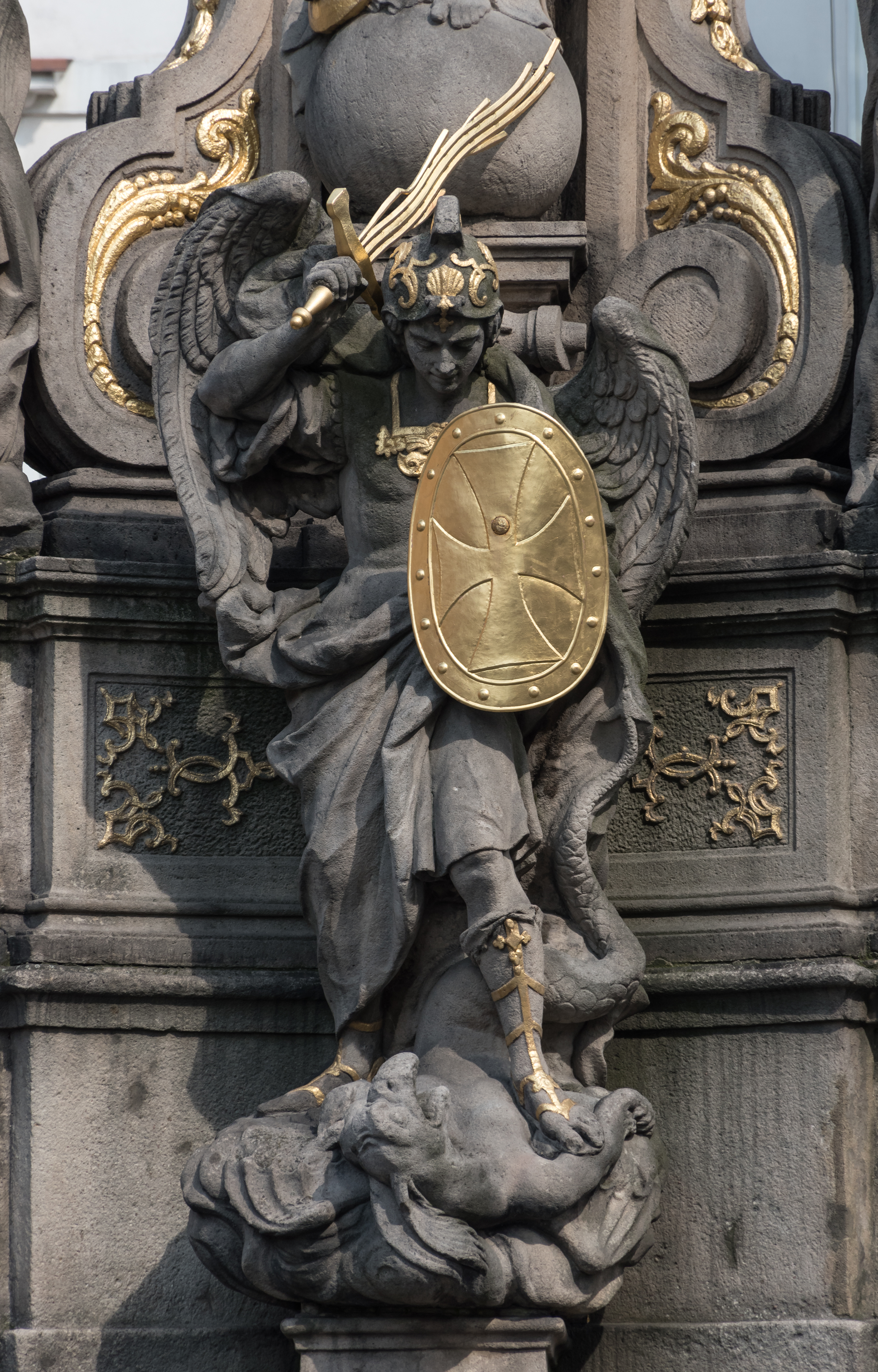
Archanioł Michał na Kolumnie Trójcy Świętej w Bystrzycy Kłodzkiej

W ikonografii wczesnochrześcijańskiej i bizantyńskiej archanioł przedstawiany jest przeważnie jako strażnik Królestwa Niebieskiego albo jako postać asystująca (razem z archaniołem Gabrielem) przy tronie Boga. Jest jedną z centralnych postaci na ikonach „Sobór archanioła Michała” i „Sobór archanioła Gabriela”. W odróżnieniu od Gabriela w jego szatach dominuje kolor jasnoczerwony. Michał występuje też na ikonach Sądu ostatecznego, gdzie zajmuje się ważeniem dusz. Do bardziej znanych należą również wizerunki przedstawiające cud archanioła Michała w Chone, gdzie aby uchronić przed zniszczeniem cerkiew, uderzeniem swego żezła (pastorału) o skałę kieruje wody rzeki do innego koryta. W sztuce zachodniej św. Michał archanioł przedstawiany jest w tunice i paliuszu, w szacie władcy, jako wojownik w zbroi. Często ukazywany jest w scenie strącania nogami do piekła Lucyfera. Skrzydła św. Michała są najczęściej białe, niekiedy pawie. Włosy upięte opaską lub diademem.
Atrybuty
Jego atrybutami są: globus, krzyż, laska, lanca, miecz, oszczep, puklerz, szatan w postaci smoka u nóg lub skrępowany, tarcza z napisem: Quis ut Deus („Któż jak Bóg”), waga.

## Modlitwa do św. Michała Archanioła
Modlitwa do św. Michała Archanioła, zwana niekiedy egzorcyzmem prywatnym była odmawiana po każdej mszy cichej. Reforma liturgiczna zniosła obowiązek jej odmawiania, chociaż jest w dalszym ciągu odmawiana w formie nadzwyczajnej rytu rzymskiego. Obecnie Kościół rozważa jej przywrócenie. Powodem ma być wzrost ignorowania zła, a tym samym wzrost liczby opętań. Modlitwa ta jest współcześnie odmawiana na zakończenie mszy świętej w świątyniach diecezji włocławskiej (od 2009 r.), a także w wielu kościołach w całej Polsce.
Modlitwa w tekście papieża Leona XIII brzmi:

Święty Michale Archaniele, broń nas w walce, a przeciw niegodziwości i zasadzkom złego ducha bądź naszą obroną. Oby go Bóg pogromić raczył, pokornie o to prosimy, a Ty, Książę niebieskich zastępów, szatana i inne duchy złe, które na zgubę dusz ludzkich po tym świecie krążą, mocą Bożą strąć do piekła. Amen.

Tekst modlitwy do św. Michała Archanioła został umieszczony we wkładce do albumu ॐ (2002) zespołu muzycznego Soulfly, zaś na okładce płyty Archangel (2015) tej samej grupy został umieszczony obraz autorstwa Elirana Kantora, przedstawiający Archanioła Michała.

### Historia modlitwy
Modlitwę ułożył papież Leon XIII po widzeniu, jakiego doświadczył 13 października 1884 roku, w czasie dziękczynienia po Mszy Świętej odprawionej przez niego w prywatnej kaplicy. Biskup rzymski miał usłyszeć w pobliżu tabernakulum rozmowę pomiędzy Jezusem Chrystusem a Szatanem, w której diabeł dostaje przyzwolenie na podjęcie próby zniszczenia Kościoła w nadchodzącym wieku XX:

Gardłowym głosem, pełnym złości szatan krzyczał: Mogę zniszczyć Twój Kościół!
Jezus łagodnym głosem odpowiedział: Potrafisz? Więc próbuj.
Szatan: Ale do tego potrzeba mi więcej czasu i władzy!
Jezus: Ile czasu i władzy potrzebujesz?
Szatan: Od 75 do 100 lat i większą władzę nad tymi, którzy mi służą.
Jezus: Będziesz miał ten czas i władzę. Które stulecie wybierasz?
Szatan: To nadchodzące.
Jezus: Więc próbuj, jak potrafisz.